# Gynoplistia (Gynoplistia) aurantiocincta
Gynoplistia (Gynoplistia) aurantiocincta is een tweevleugelige uit de familie steltmuggen (Limoniidae). De soort komt voor in het Australaziatisch gebied.